# Krister Kern
Krister Emil Otto Kern, född 6 juli 1977 i Härlanda, Göteborgs och Bohus län, är en svensk skådespelare och konstnär.

## Biografi
Kern är utbildad vid Teaterhögskolan vid Göteborgs universitet 2001-2005. Direkt efter utbildningen medverkade han i kritikerrosade Samlarna av Lotta Lotass på Teater Bhopa, en föreställning som blev uttagen till Teaterbiennalen samt vann Nöjesguidens teaterpris. Han har dessutom arbetat vid Riksteatern, Borås stadsteater och Östgötateatern, där han bland annat spelade titelrollen i Hamlet.

## Privatliv
Kern är son till dirigenten Otto Kern och hans hustru Ebba.

## Filmografi
| År   | Roll              | Produktion                | Noter                                         |
| ---- | ----------------- | ------------------------- | --------------------------------------------- |
| 2003 | Jens Book         | Kommissarie Winter        | TV-serie Avsnitt Himlen är en plats på jorden |
| 2005 | Mikael            | Poliser                   | TV-serie Avsnitt 1, 3, 5, 7, 8                |
| 2005 | Sjukskötare       | Orka! Orka!               | TV-serie Avsnitt 24                           |
| 2005 |                   | Tokstolen                 | Kortfilm                                      |
| 2005 |                   | Utväg                     | Kortfilm                                      |
| 2005 |                   | Duo jag                   | Kortfilm                                      |
| 2005 | Stefan            | Kärlek 2000               | Kortfilm                                      |
| 2006 | Bear Do Do Boy    | Love and War              | Kortfilm                                      |
| 2007 | Mario             | Ciao Bella                |                                               |
| 2007 | Nydin             | Predikanten               | TV-film                                       |
| 2007 | Banktjänsteman    | 183 dagar                 | TV-serie                                      |
| 2008 | Stefan            | Oskyldigt dömd            | TV-serie                                      |
| 2008 | Ray               | A Walking Contradiction   | Kortfilm                                      |
| 2009 | Jonny             | Fallet                    | TV-serie Avsnitt Hagamannen                   |
| 2010 | Anders            | The Sexual Monologues     | Kortfilm                                      |
| 2011 | Jan               | En man med litet ansikte  | TV-film                                       |
| 2011 | Göran             | Hinsehäxan                | TV-serie                                      |
| 2013 | Marko             | Ettor och nollor          | TV-serie                                      |
| 2013 | Tjuven            | När sugfiskar krockar     | Kortfilm                                      |
| 2014 | Sjukvårdare       | Det mest förbjudna        | TV-serie Avsnitt 2                            |
| 2015 | Waldemar Johansen | Kungens val               |                                               |
| 2018 | Polisman          | Gräns                     |                                               |
| 2018 | Kim               | Den blomstertid nu kommer |                                               |
| 2018 | Patrik Bergfjord  | Beck – Utan uppsåt        |                                               |
| 2020 | Jesper            | Rebecka Martinsson        |                                               |
| 2020 | Robert            | Morden i Sandhamn         |                                               |
| 2021 | Gustav Gradin     | Huss                      |                                               |

## Teater

### Roller (ej komplett)
| År   | Roll            | Produktion                                                                          | Regi                    | Teater                                |
| ---- | --------------- | ----------------------------------------------------------------------------------- | ----------------------- | ------------------------------------- |
| 2005 | Langley         | Samlarna Lotta Lotass                                                               | Olof Lindqvist          | Teater Bhopa                          |
| 2009 | Diktaren        | Ett drömspel August Strindberg                                                      | Måns Lagerlöf           | Ung scen/öst                          |
| 2010 | Biff            | En handelsresandes död Arthur Miller                                                | Göran Stangertz         | Borås Stadsteater                     |
| 2010 | Stefan          | Före detta Mattias Andersson                                                        | Thomas Müller           | Borås Stadsteater                     |
| 2012 | Han             | Nomaderna Monica Wilderoth                                                          | Monica Wilderoth        | Östgötateatern                        |
| 2013 | Hamlet          | Hamlet William Shakespeare                                                          | Pontus Plænge           | Östgötateatern                        |
| 2013 | Louis           | Änglar i Amerika (Angels in America) Tony Kushner                                   | Tereza Andersson        | Östgötateatern                        |
| 2014 | Rose            | Rose Rose Rose Malin Axelsson och Karin Serres                                      | Malin Axelsson          | Ung scen/öst                          |
| 2014 | Rolf            | Sound of Music Richard Rodgers, Oscar Hammerstein, Howard Lindsay och Russel Crouse | Mattias Carlsson        | Östgötateatern                        |
| 2015 | Thorir          | Baba Yaga Nils Poletti och Manda Stenström                                          | Nils Poletti            | Ung scen/öst                          |
| 2015 | Albert Monstret | Frankenstein (Frankenstein genskabt) Kasper Hoff                                    | Tereza Andersson        | Östgötateatern                        |
| 2015 | Peter Pan       | Wendy & Peter Pan (Peter Pan and Wendy) J.M. Barrie                                 | Nina Jemth Pelle Öhlund | Östgötateatern                        |
| 2016 |                 | Medan klockan tickar Ninna Tersman, Anders Duus, Dougald Hine och Jesper Weithz     | Sara Giese              | Dramaten/ Riksteatern/ Östgötateatern |
| 2019 | Eddie           | Rocky Horror Show Richard O'Brien                                                   | Nils Poletti            | Östgötateatern                        |
| 2020 | Berättare       | De insnöade William Wahlstedt                                                       | William Wahlstedt       | Östgötateatern                        |
| 2020 |                 | Baba Yaga Nils Poletti och Manda Stenström                                          | Nils Poletti            | Ung scen/öst                          |
| 2020 | Roland          | Dimensioner Nick Payne                                                              | Carl-Johan Karlson      | Riksteatern                           |
| 2021 |                 | Eufori Malin Axelsson                                                               | Malin Axelsson          | Östgötateatern/ Riksteatern           |
| 2023 | Cal             | Waitress Jessie Nelson och Sara Bareilles                                           | Roger Lybeck            | Östgötateatern                        |
| 2024 |                 | Den goda människan i Sezuan (Der gute Mensch von Sezuan) Bertolt Brecht             | Sara Giese              | Östgötateatern                        |